# Alojz Stražar
Alojz Stražar, slovenski režiser, kulturni delavec, * 1. julij 1944, Škocjan, Domžale.
Je predsednik Kulturnega društva Miran Jarc Škocjan in organizator prireditev v Poletnem gledališču Studenec.

## Življenje in delo
Alojz Stražar je najmlajši od devetih otrok družine Stražar (bratje Stane Stražar (1929–1998), Tone Stražar (1931–2003), France Stražar (1935), Vinko Stražar (1937–1989), Janez Stražar (1938), Jože Stražar (1940)). Z enajstimi leti se je vključil v Gasilsko društvo Studenec, s petnajstimi leti pa v tedanjo dramsko skupino. Prva leta članstva v dramski skupini si je Lojze ob bratih Stanetu, Antonu in Francetu nabiral znanje in izkušnje. Kot otrok je igral v prvem Kekcu, kasneje pa še v predstavah Voda, Črna žena, A njega ni, Čevljar baron, Charleyjeva teta, V Ljubljano jo dajmo, Pod svobodnim soncem, ter večkrat v Miklavževih večerih. S preoblikovanjem dramske skupine v samostojno Prosvetno društvo Miran Jarc Škocjan, 10. novembra 1962, je bil osemnajstletni Lojze izvoljen za predsednika tega društva, imenovanega Kulturno društvo Miran Jarc Škocjan. Prvo njegovo delo je bila dramatizacija in režija Cankarjeve črtice Mati, ki so jo uprizorili na dan žena, 8. marca 1963, v krtinski osnovni šoli. Med najpomembnejšimi so Miklova Zala, Ženitev, Martin Krpan, Cvetje v jeseni, opereti Planinska roža in Ptičar, Klopčič, Ženitna mešetarka, Kekec in V Ljubljano jo dajmo, Dama iz Maxima in Veselica v dolini tihi. Poleg domačih gledaliških predstav je režiral tudi 'Glasbo treh dežel' in številne druge kulturne prireditve v Občini Domžale (mdr. miklavževanje).

## Režija
- Domače gledališče predstave uprizorjene na Studencu in prireditve v sklopu dogodka Glasba treh dežel:

1. MATI, dramatizacija črtice
2. IZDAJALEC, enodejanka iz narodnoosvobodilne vojne
3. KADAR SE ŽENSKI JEZIK NE SUČE, komedija
4. KLOPČIČ, komedija
5. KROG S KREDO, kitajska drama
6. A NJEGA NI, drama iz prve svetovne vojne
7. ČRNA ŽENA, režija
8. JEZIČNI DOHTAR PETELIN, burka
9. KAPLAN MARTIN ČEDERMAC
10. BRATOVA KRI, drugič
11. V LJUBLJANO JO DAJMO, drugič
12. KRANJSKI BARON JURIJ VEGA, tragedija
13. ŽENITEV, komedija
14. ŽENITEV, drugič
15. MARTIN KRPAN
16. ZGUBLJENI REDI, otroška igra
17. MARTIN KRPAN, drugič
18. TESTAMENT
19. UČNA URA
20. KAPLAN MARTIN ČEDEMARC, drugič
21. Domača prireditev ob 700. obletnici vasi Brezje in okoliških vasi VEČER POD LIPAMI
22. DIVJI LOVEC
23. GLASBA TREH DEŽEL
24. GLASBA TREH DEŽEL, drugič
25. KEKEC JE PAČ KEKEC
26. GLASBA TREH DEŽEL, tretjič
27. KEKEC JE PAČ KEKEC, drugič
28. GLASBA TREH DEŽEL, četrtič
29. GLASBA TREH DEŽEL, petič
30. VODA, komedija
31. GLASBA TREH DEŽEL, šestič
32. GLASBA TREH DEŽEL, sedmič
33. ČRNA ŽENA, drugič
34. GLASBA TREH DEŽEL, osmič
35. A NJEGA NI, drugič
36. GLASBA TREH DEŽEL, devetič
37. CHARLEYJEVA TETA, komedija
38. GLASBA TREH DEŽEL, desetič
39. CHARLEYJEVA TETA, drugič
40. ČEVLJAR BARON
41. GLASBA TREH DEŽEL, enajstič
42. KROG S KREDO, drugič
43. GLASBA TREH DEŽEL, dvanajstič
44. PLANINSKA ROŽA, opereta
45. GLASBA TREH DEŽEL, trinajstič
46. PLANINSKA ROŽA, drugič
47. MIKLOVA ZALA
48. GLASBA TREH DEŽEL, štirinajstič
49. MARTIN KRPAN, drugič
50. GLASBA TREH DEŽEL, petnajstič
51. ŽENITEV, drugič
52. GLASBA TREH DEŽEL, šestnajstič
53. CVETJE V JESENI
54. ŽENITNA MEŠETARKA
55. PTIČAR, opereta
56. KEKEC JE PAČ KEKEC, drugič
57. KLOPČIČ, tretjič
58. V LJUBLJANO JO DAJMO, drugič
59. JUBILEJ OB 60-LETNICI KULTURNEGA DRUŠTVA MIRAN JARC
60. POD SVOBODNIM SONCEM
61. DAMA IZ MAXIMA
62. DOGODIVŠČINE DOBREGA VOJAKA ŠVEJKA
63. BUTALCI
64. VESELICA V DOLINI TIHI
65. KRALJ GORA IN LJUDOMRZNIK
66. CHARLEYJEVA TETA, tretjič
67. DIVJI LOVEC, drugič
68. LEPO JE BITI MUZIKANT
69. LEPO JE BITI MUZIKANT II.
70. PRI BELEM KONJIČKU
71. DESETI BRAT

Podrobnejši seznam: Poletno gledališče Studenec

## Priznanja
- V času županovanja Ervina Schwarzbartla je Stražar prejel zlato plaketo Občine Domžale.
- Leta 2009 je dobil srebrno plaketo Javnega sklada Republike Slovenije za kulturne dejavnosti.[1]
- V letu 2020/21? je postal častni občan Občine Domžale [2]